# Nintendo Wi-Fi Connection
Nintendo Wi-Fi Connection fou el nom de la connexió sense fils gratuïta a Internet que Nintendo oferí als usuaris tant de Nintendo DS com de la consola de sobretaula Wii, i posteriorment per a Nintendo 3DS i per a Wii U per a jugar en videojocs d'aquestes plataformes.
Es tractava d'un servei GameSpy de IGN a través del qual qualsevol persona amb una consola de Nintendo compatible i un punt de connexió a Internet sense fils podia accedir a partides multijugador, bescanvi de dades, descàrregues extra, demos, etc.. El seu ús era totalment gratuït.
Des del 20 de maig de 2014 el servei Nintendo Wi-Fi Connection ja no està operatiu. Això vol dir que els jocs en línia, matchmaking i taules de classificació ja no estan disponibles, així com totes aquelles funcionalitats dels jocs que aprofitaven el servei. Altres serveis en línia com ara l'accés al Wii Shop Channel, la Nintendo DSi Shop, i els serveis de vídeo a la carta no se n'han vist afectats.

## Dades bàsiques
Halo 2 d'Xbox era el joc en el que una major quantitat d'usuaris jugaven online (un 18% dels jugadors de Halo 2 empraven el mode en línia), tanmateix i gràcies a la facilitat i gratuïtat de Nintendo WiFi Connection, Mario Kart DS de Nintendo DS es va convertir en només 3 dies en el nou referent del joc en línia. Segons les darreres dades, un 45% dels 112.000 usuaris de Mario Kart DS que hi havia el 24 de novembre del 2005 a Amèrica (52.000 persones aproximadament) ja hi juguen mitjançant internet.
Aquestes dades es refereixen només a Amèrica i encara manquen els d'Europa, Oceania i el Japó. La facilitat que suposa configurar una Nintendo DS per entrar a Nintendo WiFi Connection va aconseguir dur el món del joc online a persones que mai ho havien provat o ho feien de manera poc regular.
A les acaballes del 2005 i durant tot l'any 2006 es va anunciar l'eixida de més de 35 jocs en línia per Nintendo DS que farien un ús gratuït de la nova connexió WiFi de Nintendo. sent el primer Mario Kart DS. Final Fantasy III; Animal Crossing: Wild World; Metroid Prime; Castelvania; Tony Hawk; Tetris DS; Tenchu DS; Star Fox DS; Winning Eleven; Custom Robo; Mario vs. Donkey Kong; etc. en són només alguns.